# Halimolobos elatus
Halimolobos elatus là một loài thực vật có hoa trong họ Cải. Loài này được (Rollins) Al-Shehbaz & C.D. Bailey mô tả khoa học đầu tiên năm 2007.